# Скилпарио
Скилпа̀рио (на италиански: Schilpario; на ломбардски: Schilper, Скилпер) е село и община в Северна Италия, провинция Бергамо, регион Ломбардия. Разположено е на 1124 m надморска височина. Населението на общината е 1162 души (към 2017 г.).